# Garrincha
Manuel Francisco dos Santos (Pau Grande, 28. listopada 1933. – Rio de Janeiro, 20. siječnja 1983.), poznat kao Garrincha (ptičica), brazilski nogometaš, desno krilo i napadač koji je pomogao Brazilu da osvoji naslov prvaka svijeta 1958. i 1962. godine.

## Životopis
Garrincha je rođen u Pau Grande u četvrti Magé, u Rio de Janeiru (Brazil), 1933. godine. Rođen je s lijevom nogom savijenom prema unutra i desnom nogom koja je bila 6 centimetara kraća i savijena prema van. Ipak to ga nije spriječilo da postane jedan od najboljih nogometaša svih vremena, najpoznatiji je zbog svoje eksplozivnosti i čudesnih driblinga. Mnogi stručnjaci kažu da je najtalentiraniji nogometaš koji je došao iz Brazila, prelazeći čak talent koji je pokazivao Pelé.

## Karijera

### Klupski nogomet
1953. potpisuje za klub Botafogo iz Rio de Janeira. Prvu utakmicu je odigrao 19. srpnja 1953. U toj utakmici zabio je tri gola u pobjedi 6-3 protiv nogometnog kluba Bonsucesso. Za Botafogo je odigrao 581 utakmicu i zabio 232 gola. Igrao je još za Corinthians (1966), Portuguesa (1967), Flamengo (1968-69), Olaria (1971-72) - svi iz Brazila i Atletico Junior(1968)- iz Kolumbije. Posljednji nastup kao igrač imao je na Božić 1982. godine.

### Brazilska reprezentacija
Odigrao je 60 utakmica za Brazil od 1955. do 1966., igrao je za Brazil na Svjetskim prvenstvima 1958., 1962. i 1966. godine. Igrajući za reprezentaciju Brazila izgubio je samo jednu utakmicu (3-1 poraz od Mađarske) na Svjetskom prvenstvu 1966. To mu je bila zadnja utakmica za Brazil. Zanimljivo je da Brazil nikad nije izgubio utakmicu u kojoj su on i Pelé zajedno igrali.
Garrincha je umro kao zaboravljeni heroj 1983. godine u 49 godini života od ovisnosti o alkoholu nakon nekoliko poreznih i bračnih problema.

## Osobne i klupske titule
- Klupske i reprezentativne titule:
  - O'Higgins Kup: 1955., 1959., 1961.
  - Rio de Janeiro State Liga: 1957., 1961., 1962.
  - FIFA World Kup: 1958., 1962.
  - Oswaldo Cruz Kup: 1958., 1961., 1962.
  - Roca Kup: 1960.
  - Tournament Rio - São Paulo: 1962., 1964., 1966.
  - Mexico City's Tournament: 1962.
  - Paris Tournament: 1963.
- Osobne titule:
  - Najbolji strijelac Svjetskog prvenstva: 1962.
  - Najbolji igrač Svjetskog prvenstva: 1962.

## Vanjske poveznice
- Kratka biografija i slike
- Garrincha on the FIFA World Cup site  Arhivirana inačica izvorne stranice od 8. srpnja 2006. (Wayback Machine)
- International football hall of fame
- Biography at The Hindu Online
- Garrincha : The Triumph & Tragedy of Brazil's Forgotten Footballing Hero Review of Ruy Castro's biography.
- Biography on ABC Sport
- Sambafoot  Arhivirana inačica izvorne stranice od 16. lipnja 2006. (Wayback Machine)
- Botafogo